# S-99
Il sottomarino sovietico S-99 è stato l'unico esemplare costruito di quella che in Occidente è conosciuta con il nome in codice NATO di Classe Whale (Progetto 617 in Unione Sovietica). Il progetto relativo a questo battello riguardava lo sviluppo e la costruzione di sottomarini convenzionali in grado di operare senza il bisogno di emergere per avere accesso all'ossigeno atmosferico. Ne venne realizzato un solo esemplare prima dell'interruzione del programma, dovuta al fatto che si preferì portare avanti le ricerche sulla propulsione nucleare.

## Sviluppo
I sovietici iniziarono le ricerche su sottomarini con fonti di energia indipendenti dall'ossigeno atmosferico nel 1948. In tale anno fu ufficialmente costituito l'ufficio tecnico Malakhit (all'epoca chiamato SDB-143), incaricato di portare avanti lo sviluppo di mezzi subacquei con un'elevata velocità in immersione. Gli elementi del nuovo ufficio furono un centinaio di tecnici provenienti dall'ufficio di progettazione centrale CDB-18 (quello che oggi è l'ufficio Rubin), alcuni dei quali avevano lavorato anche all'ufficio Antipin. Il CDB-18 aveva iniziato a lavorare ad un battello con un sistema propulsivo convenzionale che utilizzava il cosiddetto ciclo Walter. In pratica, il nuovo ufficio tecnico si ritrovò a lavorare si un progetto il cui sviluppo era il risultato del lavoro di altri due organi. Tale progetto prese il nome di progetto 617 nel 1952.
Nel 1953, si decise di riorganizzare l'attività dell'SDB-143, concentrandola sullo sviluppo di sottomarini nucleari. Tutto il necessario allo sviluppo del progetto 617 tornò quindi sotto la responsabilità del CDB-18.
Il prototipo, chiamato S-99, entrò in servizio con la marina sovietica nel 1956, e raggiunse la velocità in immersione di 20 nodi.

## Servizio
Un sottomarino con questo sistema propulsivo entrò in servizio nel 1958. Tuttavia, nel 1959, ci fu un'esplosione a bordo del battello, che portò all'interruzione del programma. Questo non fu più riesumato, perché i vertici della marina sovietica preferirono concentrarsi sullo sviluppo di sottomarini nucleari.